# 穴吹エンタープライズ
穴吹エンタープライズ株式会社（あなぶきエンタープライズ）は、香川県高松市に本社を置くホテル経営を主とした会社。ホテル事業以外では、ゴルフ場、フィットネスクラブ、サービスエリア、指定管理者事業等を展開している。親会社は、不動産会社の穴吹興産。

## 沿革
- 1987年（昭和62年）7月 - 穴吹エンタープライズ株式会社設立。

## 事業所一覧
- ホテル事業
  - 高松国際ホテル
元々旧東京第一ホテルチェーンのフランチャイズだったが、第一ホテルの経営破綻によりホテルと同名の運営会社も倒産。2003年に穴吹エンタープライズが事業を譲り受け、阪急阪神第一ホテルグループとの関係を弱めた。
  - ロイヤルパークホテル高松
三菱地所系のロイヤルパークホテルズとは一切無関係なので注意を要する[2]。
  - リーガホテルゼスト高松
2012年7月、株式会社ゼストより事業を譲り受ける。リーガロイヤルホテルチェーンに属する。2022年10月に本社を当地に移転している。
  - 琴平パークホテル
  - クアパーク津田
  - ロイヤルパークホテル倉敷
岡山県倉敷市阿知の2003年3月まで天満屋倉敷店があった跡地に、2020年11月25日オープン。高松国際ホテル同様、阪急阪神第一ホテルグループにも属する。
  - 高松パークホテル（旧本社所在地）
もともと「第一イン高松」という第一ホテルのフランチャイズホテルだったが、第一ホテルの経営破綻後阪急資本となったのを機に2002年に契約解除し「ロイヤルパークホテル高松アネックス」となった。2010年にソラーレ ホテルズ アンド リゾーツとのフランチャイズ契約により、「チサンイン高松」となった。2018年8月1日に「チサングランド高松」とリブランドしたが、2020年4月22日より新型コロナウイルス感染症の宿泊療養施設として香川県が一括借り上げしたため休館、そのまま同年12月31日を以てソラーレとのフランチャイズ契約を終了。2023年5月7日まで「福田町ホテル」の仮称で宿泊療養施設として使われていた。その後2023年10月27日に「高松パークホテル」と改名のうえ再開業した。フロントの無人化、現金払い不可などで必要人員を抑えている。

- スポーツ健康増進事業
  - アルファ津田カントリークラブ
  - クアタラソさぬき津田
- サービスエリア事業
  - 津田の松原サービスエリア
関連会社のさぬき市SA公社が管理運営する。
  - 上板サービスエリア
- 指定管理者事業
  - 香川県産業交流センター（サンメッセ香川）/指定管理者
  - 香川県民ホール（レクザムホール）/指定管理者
  - 香川県総合運動公園/指定管理者
  - 三豊市文化会館マリンウエーブ/指定管理者

- 株式会社旅館くらしき運営事業
  - 旅館くらしき
  - 倉敷珈琲館

## グループ企業
- 株式会社さぬき市SA公社 - 当社の出資比率は26%。